# 튤립 TV

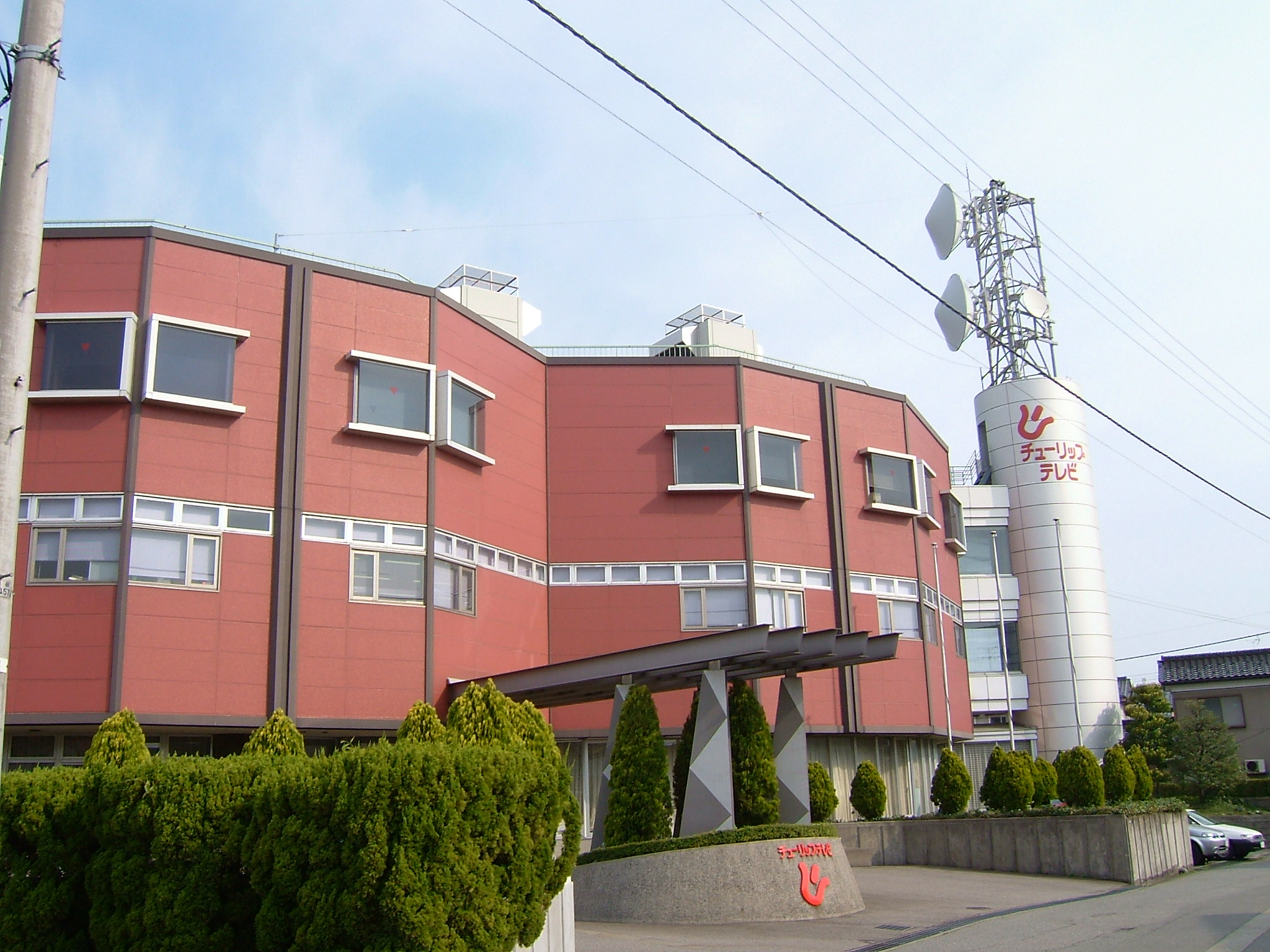
튤립 TV

튤립 TV는 1990년 10월 1일 도야마현의 3번째 민영방송국으로 개국했다.
약칭은 TUT, 콜사인은 JOJH-DTV이다.

## 연혁
- 1990년 10월 1일 도야마현의 3번째 민영텔레비전 방송국으로 개국.당시의 회사명은"TV-U 도야마"였지만, 애칭으로 지금의 회사명과 같은 「튤립TV」를 이용했다.
- 1992년 10월 1일 회사명을 애칭과 같은 「튤립TV」로 변경한다.
- 2006년 8월 1일 지상파 디지털 텔레비전 방송 시험 방송 과 동시에 데이터 방송도 개시.
- 2006년 10월 1일 지상파 디지털 텔레비전 본방송 개시.
- 2011년 7월 25일 지상파 아날로그 텔레비전 방송 완전 종료.

## 특징
- 본사가 도야마시가 아닌 다카오카시에 있다.(하지만 방송송출은 도야마시에서 담당하고 있다.)
- 아날로그 방송 송출 당시 비슷한 시기에 세워진 다른 지역의 민영 방송국이 기존의 민영방송국에 비해 매우 적은 수의 중계국을 보유하고 있었던 것과 달리 도야마현의 지형특성으로 인해 도야마 현의 다른 민영 방송국과 비슷한 숫자로 중계국을 세웠다.

## 도야마현에 있는 다른 텔레비전·라디오 방송국
- NHK 도야마 방송국
- 기타니혼 방송(KNB)(TV는 니혼 TV 계열, 라디오는 JRN・NRN 계열)
- 도야마 TV 방송(BBT)(후지 TV 계열)
- 도야마 FM방송(JFN계열)